# Koit Toome
Koit Toome (Tallinn, 3 januari 1979) is een Ests zanger en musicalacteur.

## Muziekcarrière
Toome volgde negen jaar klassieke piano en begon in 1994 zijn studies jazzpiano en popmuziek in Tallinn, onder andere aan de Georg Ots-muziekschool, waar zijn zangleraren onder andere Jaak Joala en Kare Kauks waren. Hij startte zijn muziekcarrière in 1995 als deel van het popduo Code One, samen met Sirli Hiius, dat gevormd was door producer Mikk Targo. Het duo had verscheidene hits in de Estse hitparade en nam in 1997 deel aan Eurolaul, de Estse voorronde voor het Eurovisiesongfestival. Ze gingen uit elkaar in 1998. Dat jaar nam hij als soloartiest deel aan Eurolaul en won hij de preselectie met het lied Mere lapsed (Kinderen van de zee). Op het Eurovisiesongfestival in Birmingham eindigde hij op de twaalfde plaats met 36 punten. Toome bracht in 1998 ook een album uit met duetten met populaire Estse zangeressen. Het jaar daarop bracht hij zijn soloalbum Koit Toome uit, dat voornamelijk bestond uit zelfgeschreven materiaal.
Toome heeft nog twee keer deelgenomen aan Eurolaul. In 2003 werd hij tweede in de preselectie met Know What I Feel en in 2007 eindigde hij op de tiende en laatste plaats met het lied Veidi veel. In 2007 bracht Toome ook zijn album Allikas (Bron) uit. In 2010 verscheen zijn album Kaugele siit. In 2017 won hij opnieuw de preselectie Eurolaul, aan de zijde van zangeres Laura, en maakte zo in 2017 opnieuw zijn opwachting op het Eurovisiesongfestival. Daar geraakte het duo niet verder dan de halve finale.
Toome heeft ook meerdere rollen in musicals gespeeld, waaronder in Tanz der Vampire, Les Misérables, Miss Saigon, West Side Story, Chess, Rent, Hair en The Phantom of the Opera.

## Ander werk in de media
- Toome sprak de stem in van Lightning McQueen voor de Estse versie van de Disneyfilm Cars uit 2006.
- In 2007 won Toome met zijn danspartner Kertu Tänav de tv-show Tantsud tähtedega (Dansen met de sterren).
- In 2013 won Toome de tv-show Su nägu kõlab tuttavalt (Je gezicht klinkt bekend). Hij schonk de gewonnen 10.000 euro aan het Estse Kankerfonds.[2]

## Privéleven
Toome komt uit een bekende familie. Zijn oom Indrek Toome was van 1988 tot en met 1990 de laatste premier van de Estische Socialistische Sovjetrepubliek. Toomes broer is een bekende dj en zijn neef een succesvol atleet.
Toome vormde een paar met de Estse zangeres Maarja-Liis Ilus. De relatie kende veel interesse in de sensatiepers toen het koppel voor een tijdje uit elkaar ging en hij in 2009 toegaf een dochter te hebben met een andere vrouw.

## Discografie (albums)
- Duetid (1998/2005)
- Koit Toome (1999)
- Allikas (2007)
- Sügav kummardus õpetajale (2009)
- Kaugele siit (2010)